# 近鉄6431系電車
近鉄6431系電車（きんてつ6431けいでんしゃ）とは、近畿日本鉄道（近鉄）が1958年（昭和33年）に製造した名古屋線の特急専用電車の総称である。

## 概要
1958年（昭和33年）、近鉄の特急用車両としては初のWNドライブを採用した画期的な新性能電車である10000系「ビスタカー」が大阪線系統に就役したが、当時軌間（線路幅）が1,435 mmの標準軌路線であったそれらの線区に対し、軌間1,067 mmの狭軌を採用していて直通運転が不可能であった名古屋線においてもそれに対応する新型特急車を投入することになり、結果製造されたのがこの6431系である。
1960年（昭和35年）には名古屋線の改軌と、それによる名古屋 - 大阪・伊勢間の直通運転が予定され、その際に大阪・名古屋両線共通の標準軌間用特急車両が投入されることが当時既に決定していたため、あくまでもそれまでの「つなぎ」の暫定特急車といった位置付けであり、10000系とは異なり将来の一般車への格下げ改造を考慮した吊り掛け駆動方式の車両で、製造も制御電動車（主電動機と運転台付きの車両）のモ6431形が2両、制御車（運転台付きの車両）のク6581形2両の計4両が製造されるにとどまった。

## 車体
車体長20.72 m、車体幅2.74 mの準張殻構造軽量車体である。名古屋線に存在した四日市市内などの急カーブ区間（善光寺カーブ、天理教カーブなどと呼称）が1956年（昭和31年）に線形改良され、それまで19 m級が限界であった車体長の制限が解消されたため、大阪線向けと同様の21 m級として設計された。それゆえ座席配置などの基本デザインは大阪線の2250系に準ずるが、1957年（昭和32年）に南大阪線向け通勤車として製造された6800系で初採用された、980 mm幅のシュリーレン式サッシレス2連窓が応用され、これを7組並べたdD (1) 2×7 (1) D1（d：乗務員扉、D：客用扉、(1)：戸袋窓）という、独特のサイドビューとなった。
前頭形状は6421系の後期増備車と同様で、前面窓はHゴム支持である。ただし、名古屋線の保安上の要請から前照灯はシールドビーム2灯化されず、白熱球が1灯、6421系と同じ高さになるように調整の上で前面上部中央に搭載された。
冷房装置も6421系や2250系と同系の川崎重工業 KM-7A 集中式冷房装置がク6581形の屋根両端に搭載され、片方（連結面寄り）をたわみ風洞（蛇腹）を介してモ6431形への冷気供給用とする設計であった。
座席は2250系や6421系と共通仕様の、シートピッチ920 mmの転換クロスシート装備で、シートラジオ受信機も搭載されていた。
塗装は2250系・6421系と同じ上半クリーム・下半ブルーで、改軌時に10000系と同様の上半オレンジ・下半ブルーの新塗装になった。なお、連結面寄りの窓1枚分はモ6431が車内販売基地およびラジオ調整室、ク6581が洗面所および便所となっていた。

## 主要機器
狭軌路線である南大阪線向け通勤車6800系竣工後の設計であるが、6421系に準じて日立製作所製 HS-256-BR-28（端子電圧750 V時定格出力115 kW、定格回転数736 rpm）吊り掛け式電動機と MMC-H20B 電動カム軸式制御器が採用された。
当時近鉄が標準採用していたWNドライブは、中核をなすWN継手（ユニバーサルジョイントの一種）の小型化が困難であり、そのスペース確保のためには主電動機を小型化せざるを得なかった。しかしそれでは、車輪間隔の狭い狭軌線区用車両ではMT比1:1で運用するに十分な出力が得られず、特急電車として十分な走行性能を確保するためには、6800系同様に75 - 90 kW級電動機による全電動車方式を採る必要があったことが一因であった。
設計当時名古屋線の改軌計画が既に発動していたことから、名古屋線専用特急車として狭軌向けWNドライブ車を新規開発するのは不経済に過ぎ、改軌後一般車に格下げすることを考慮すると、在来車と取り扱い同一で混結運用が可能な吊り掛け駆動車とし、改軌完了までの短い期間に運用上必要となる最低限の両数の建造に留めるのが最善の選択であった。
ただし、あまりに斬新な10000系と対をなす名古屋線向け新造車として建造されたことから、当時最新のシュリーレン式台車が装着されるなど、駆動系以外については当時の最新技術が投じられており、特に竣工当時のKD-28系台車の振動特性の良さが評価されている。
なお、本系列は内部線・北勢線などの軌間762 mmの路線（近鉄では「特殊狭軌線」と呼称）の車両を除くと、機器流用ではなく完全に新規に製作したものとしては近鉄で最後に吊り掛け駆動方式を採用した車両である。

## 運用
近鉄名古屋駅 - 伊勢中川駅間の特急で使用を始め、前述したように伊勢湾台風の復旧と並行する形で名古屋線の改軌工事が1959年（昭和34年）に行われると、台車を交換して近鉄名古屋駅 - 宇治山田駅間主要駅停車の名伊乙特急運用に転用されたが、もともと 「つなぎ」 の車両であり、吊り掛け駆動で性能的にも後に登場した10100系・10400系「エースカー」 ・11400系「新エースカー」などに劣るものであったことなどから、11400系の本格的増備が行なわれた1965年（昭和40年）には特急運用から外され、一般車となった。
格下げ直後は特急仕様のままで運行されたが、まもなく3扉化改造、座席の全ロングシート化、トイレ・洗面所の撤去、冷房装置の撤去とそれに伴う扇風機とベンチレーターの取付工事、台車枕ばねの空気ばね → 金属ばね化が実施され、塗色も当時の一般車標準色であった近鉄マルーンに変更された。その後、1969年（昭和44年）に前照灯がシールドビーム2灯に改められている。ロングシートは、通常の通勤用車両よりも座面奥行きの深いものが設置された。格下げ当初は名古屋線の急行に充当されていたが、やがて準急・普通へと充当されるようになった。
1979年（昭和54年）には再び狭軌台車への換装が行われて養老線に転じ、1984年（昭和59年）には近鉄支線区における形式番号を3桁にする方針から、430系へと改番された。その際、ク6581・6582については、奈良電気鉄道（奈良電）引継ぎの680系ク581・582との重複を避けるためク591・592としている。
ユニットクーラーでの冷房化が困難であることと、車体の老朽化も進んだこともあって、1992年(平成4年)から養老線の近代化および冷房化率向上を目的として、600系・610系・620系といった南大阪線や名古屋線からの転入車が入線することで置き換えが実施され1993年6月17日付でモ432・ク592が廃車となった。そして残る2両も1994年（平成6年）6月19日 - 7月17日の毎週日曜日にさよなら運転を実施し9月22日付で廃車となり、本系列は全廃された。

養老線時代の431系
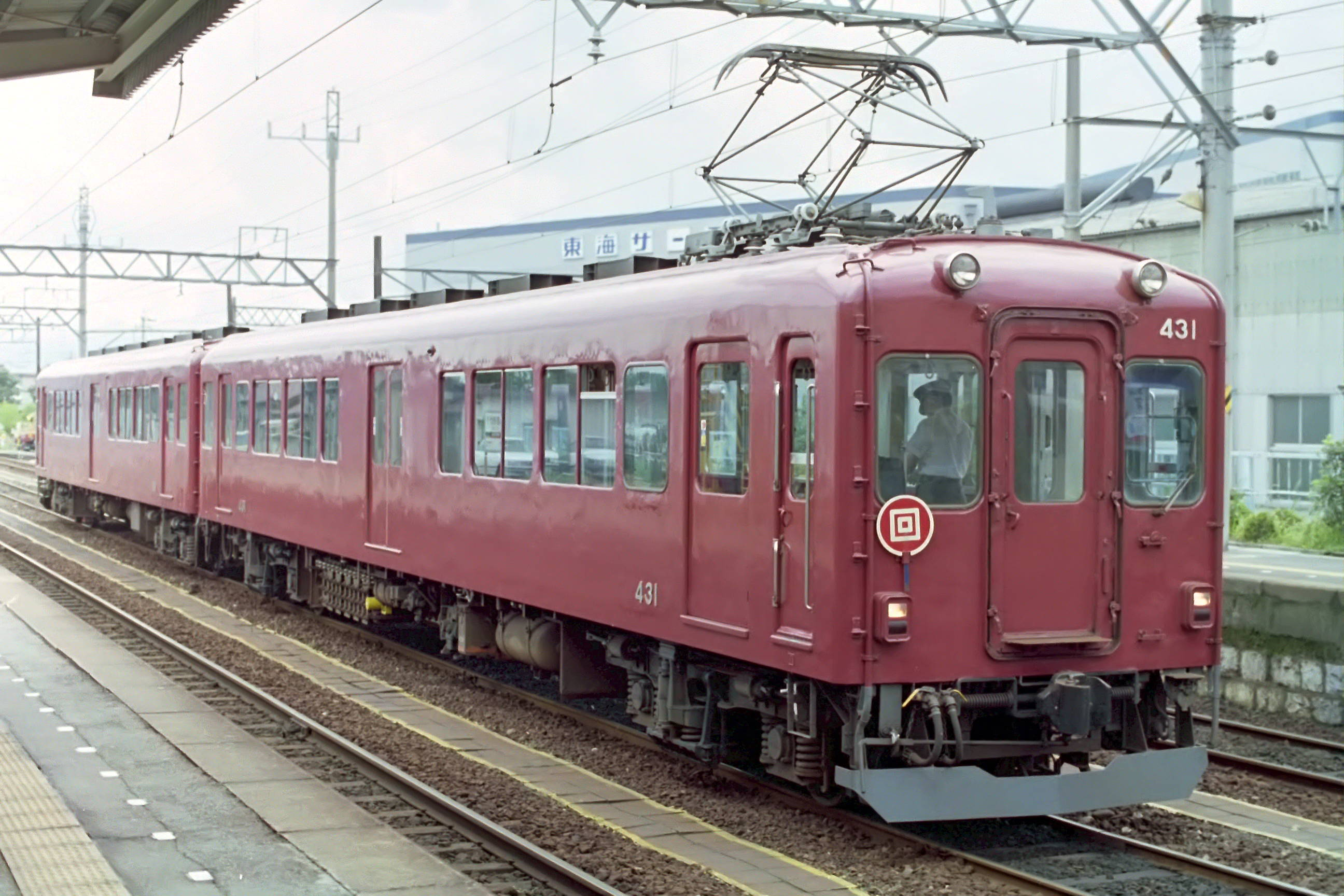
モ431(旧モ6431)
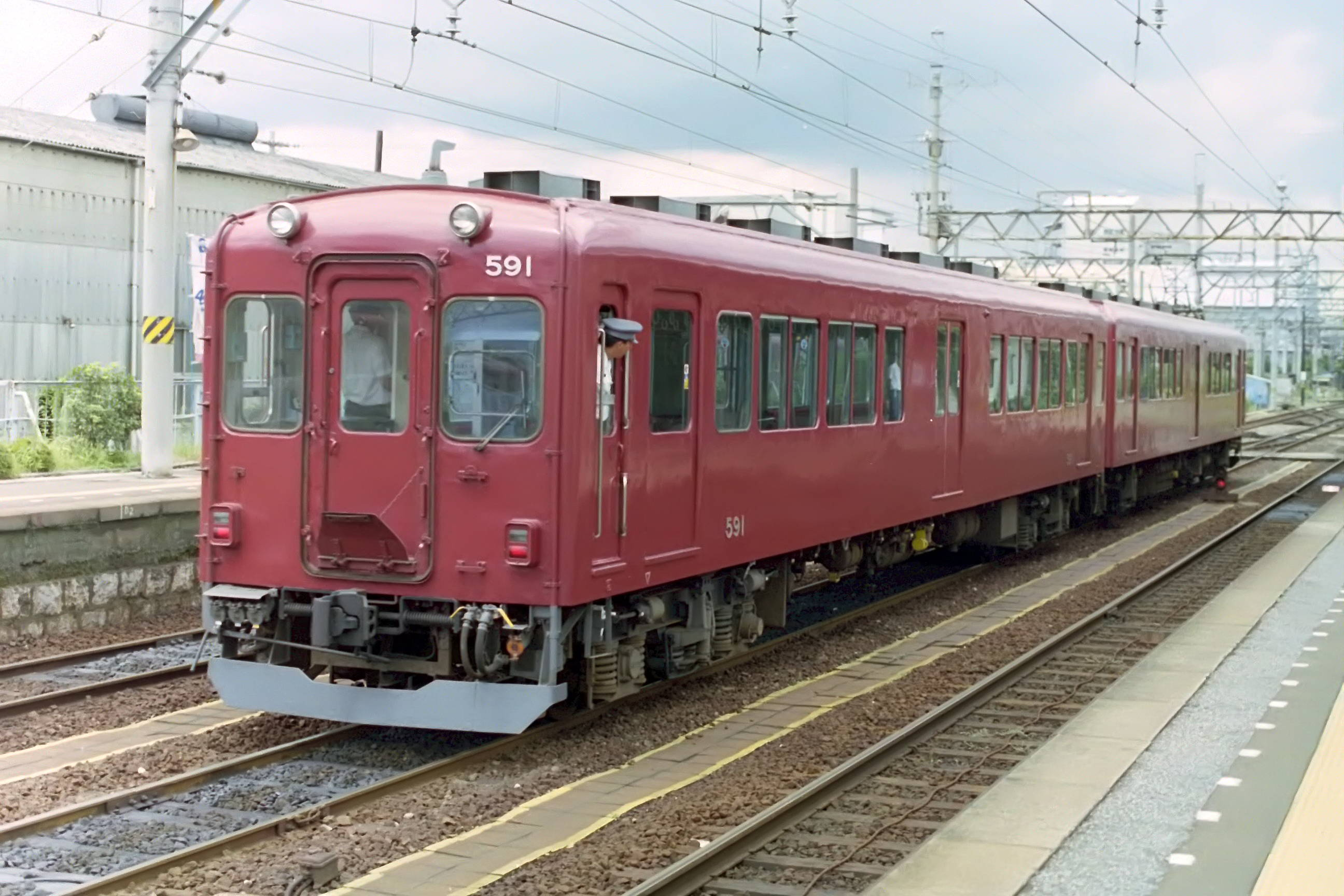
ク591(旧ク6581)